# Veliki car
Veliki car ili Veliki carević (lat. Anax imperator) je vrsta vilinskog konjica iz porodice Aeshnidae.

## Opis
Česta vrsta poreklom iz Afrike. Mužjaci koji patroliraju su lako uočljivi zbog veličine, čisto zelenog toraksa i plavog abdomena. Dužina tela varira od 68-84 mm, a dužina zadnjeg krila od 45-52 mm. Anax imperator je najveća vrsta iz ove porodice u Evropi. S2 abdominalni segment ima tanak žuti prsten dorzalno
Oba pola imaju crnu liniju, varijabilne širine, duž celog trbuha. Trbuh ženke obojen u raznim prelazima od plave ka zelenoj, ali svakako svetlije boje nego kod mužjaka. Mlade jedinke mogu biti oker.Sa gornje strane grudi, iznad krila, mužjak ima dva plava polja. Krila oba pola su providna sa izduženom, braon pterostigmom. Po opštoj obojenosti, ova vrsta podseća na vrstu Aeshna viridis, koja je u Srbiji vrlo retka.
- Mužjak pogled sa strane
- U letu
- Ženka polaže jaja
- Exuvie MHNT
- Emerging

## Rasprostranjenje
je rasprostranjen na teritoriji čitave Afrike ali i u većem delu Evrope, na Arapskom poluostrvu i na jugozapadu i centralnoj Aziji. Ova vrsta se trenutno širi na sjever zbog globalnog zagrevanja i pronađena je u južnom dijelu Švedske. Na Britanskim ostrvima, severna granica se pomjerila za 80 km na sever, pronalaskom ove vrste u Škotskoj.
Ova vrsta je prisutna u sledećim državama: Avganistan; Albanija; Alžir; Angola; Jermenija; Austrija; Azerbejdžan; Belorusija; Belgija; Bosna i Hercegovina; Bocvana; Bugarska; Kamerun;Kongo; Kongo, Demokratska Republika; Hrvatska; Kipar; Češka; Danska; Egipat; Ekvatorijalna Gvineja; Estonija; Etiopija; Francuska; Gabon; Gambija; Gruzija; Nemačka; Gana; Gibraltar; Grčka; Gvineja; Mađarska; Indija; Iran, Islamska Republika; Irak; Irska; Izrael; Italija; Jordan; Kazahstan; Kenija; Kirgistan; Liban; Liberia; Libija; Litvanija; Luksemburg; Makedonija, Bivša Jugoslovenska Republika; Madagaskar; Malavi; Mali; Malta; Mauritanija; Mauricijus; Maiotte; Moldavija; Monako; Crna Gora; Maroko; Mozambik; Namibija; Holandija; Niger; Nigerija; Oman; Pakistan; Poljska; Portugal; Rumunija; Ruska Federacija; Saudijska Arabija; Senegal; Srbija; Slovačka; Slovenija; Somalija; Južnoafrička Republika; Španija; Sudan; Svazilend; Švedska; Švajcarska; Sirijska Arapska Republika; Tadžikistan; Tanzanija, Ujedinjena Republika;Tunis; Turska; Turkmenistan; Uganda; Ukrajina; Ujedinjeni arapski Emirati; Velika Britanija; Uzbekistan; Jemen; Zambija; Zimbabve.

## Stanište
Razni tipovi stajaćih voda, uglavnom sa vodenom vegetacijom. Nalazi se uglavnom u dolinama, a retko se može naći i na visinama do 1500 m.

## Biologija
Period leta je od marta do decembra na severu Afrike, međutim na severu areala period leta je nešto kraći: od juna do septembra. Dobri su letači i često lete visoko u potrazi za plenom. Razmnožavaju se u različitim akvatičnim staništima kao što su velike bare, jezera ali sa raznovrsnom i bogatom vegetacijom. Ženke polažu jaja u biljno tkivo i bez pratnje mužjaka. Larve su vrlo agresivne i mogu da ugroze autohtoni sastav faune pri kolonizaciji.

## Životni ciklus
Nakon parenja ženke polažu jaja u vodene biljke kao što je Potamogeton sp. ili slične. Larve se razvijaju nekoliko godina za koje vreme se hrane svime što mogu da ulove, uključujući i sitnije kičmenjake. Po završetku larvenog razvića izležu se odrasle jedinke i svoju egzuviju ostavljaju na visokim obalnim ili emerznim biljkama.